# Mydrosomella cleia
Mydrosomella cleia is een vliesvleugelig insect uit de familie Colletidae. De wetenschappelijke naam van de soort is voor het eerst geldig gepubliceerd in 2001 door Graf & Urban.